# 스케치 (2014년 영화)
《스케치》는 2014년 3월 27일에 개봉된 대한민국의 영화이다.

## 등장 인물
- 고은아 : 수연 역
- 박재정 : 창민 역
- 주민하 : 미라 역
- 이동환 : 정곤 역
- 송은진 : 은지 역 - 창민의 전 애인 역
- 김영웅 : 화랑주인 역
- 김정환 : 화랑주인2 역
- 심채원 : 산책녀 역
- 김나영 : 꽃집주인 역
- 임세랑 : 세랑 역
- 강태식 : 태식 역
- 백서은 : 큐레이터 역
- 권유진 : 재수생 역
- 양지현 : 친구1 역
- 이현진 : 친구2 역
- Deanna Lee : 친구3 역
- 김승백 : 자전거 남 역
- 이지소 : 카페손님1 역
- 전승범 : 카페손님2 역
- 지대한 : 관장 역 (특별출연)
- 안여진 : 집주인 역 (우정출연)